# Село Бергена Исаханова
Берген Исаханова (каз. Берген Исаханов, до 2005 г. — Ермоловка) — село в Ордабасинском районе Туркестанской области Казахстана. Входит в состав Карааспанского сельского округа. Код КАТО — 514643380.
Названо в честь Героя Советского Союза Бергена Исаханова.

## Население
В 1999 году население села составляло 1375 человек (695 мужчин и 680 женщин). По данным переписи 2009 года, в селе проживало 1410 человек (707 мужчин и 703 женщины).

## Известные жители и уроженцы
- Коновалов, Кирилл Павлович (1898 — ?) — Герой Социалистического Труда.